# Pseudoligosita inermiclava
Pseudoligosita inermiclava is een vliesvleugelig insect uit de familie Trichogrammatidae. De wetenschappelijke naam is voor het eerst geldig gepubliceerd in 1915 door Girault.